# 네이처리퍼블릭
네이처리퍼블릭(Nature Republic)은 대한민국의 화장품 로드숍 브랜드이다. 더페이스샵의 중간 이사진들이 나와 네이처리퍼블릭을 2009년도에 창립했다. 네이처리퍼블릭은 대한민국의 화장품 브랜드 중 우수한 성적을 거두고 있다.

## 개요
더페이스샵 초창기 멤버들이 2009년에 나와 창립했다. 더페이스샵은 2010년 LG생활건강에 인수되었다. 특이점으로는 매장의 인테리어나 제품들이 묘하게 초기 더페이스샵을 닮아있다.
태초의 자연주의 컨셉으로 런칭했으며 2013년에 journey to nature (자연으로의 여정)이라는 컨셉으로 슬로건을 변경하였다.
2009년 명동점을 시작으로 론칭했으며, 이 회사의 점포인 명동월드점이 입주하고 있는 건물은 한국에서 가장 비싼 부동산으로 유명하다.
이전에는 스타벅스, 파스쿠찌가 있던 바로 그 곳. 명동역 6,7번 출구에 매우 가깝다. 2005년 이후 땅값으로 7년 연속 최고기록을 찍고 있다. 매출액도 높다.

## 역대 모델
- 비 (2009년 ~ 2010년 9월)
- JYJ (2010년 9월 ~ 2011년 4월)
- 장근석&카라(박규리, 강지영, 구하라) (2011년 4월부터 공동으로 캐스팅)
- 신세경 (2012년 8월 ~ 2013년 8월)
- EXO (2013년 8월 ~ 2020년 2월)
- NCT127 (2020년 4월 ~ 2023년 6월)
- LIGHTSUM(라잇썸) (2023년 10월 ~ )

## 제조원
네이처리퍼블릭의 제품들은 OEM, ODM 전문 업체들이 생산한다.
- 향수, 스킨케어, 클렌징, 헤어, 마스크&팩 등 코스맥스, 한국콜마, 쎙코 등에서 제조 한다.

## 같이 보기
- 정운호